# Козак, Харли Джейн
Ха́рли Джейн Ко́зак (англ. Harley Jane Kozak; род. 28 января 1957, Уилкс-Барре, Пенсильвания, США) — американская актриса и писательница детективных романов.

## Ранние годы
Настоящее имя Харли — Сьюзан Джейн Козак, она родилась в городе Уилкc-Барри в штате Пенсильвания в семье преподавательницы музыки Дороти Таралдсен и юриста Джозефа Алоизиса Козака. Отец Харли умер, когда ей исполнился всего лишь год. Харли была младшим восьмым ребёнком в семье среди четырёх братьев и четырёх сестер, она выросла в штате Небраска и закончила Нью-Йоркский университет. Своё прозвище «Харли» будущая актриса получила в честь мотоцикла.

## Карьера

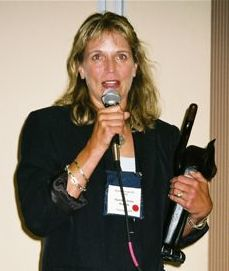
2005 год

Козак дебютировала в кино, снявшись в слэшере «На греческой улице». Затем она стала работать на телевидении, снимаясь в таких мыльных операх как «Техас», «Путеводный свет» и «Санта-Барбара». В последней она сыграла роль Мэри Дюваль, которая сделала её знаменитой и в 1986 году принесла престижную премию «Дайджест мыльных опер» в номинации «Выдающаяся актриса второго плана». После трагической гибели героини Харли рейтинги шоу упали на год. Продюсеры «Санта-Барбары» несколько раз предлагали Харли вернуться, но та отказалась.
Харли Козак снималась в таких фильмах как «Родители», «Тёмная планета», «Услуга», «Арахнофобия» «Всё, что я хочу на Рождество», «Захват Беверли-Хиллз», «История Эми Фишер», «Любовь андроида». Кроме того, она продолжала сниматься на телевидении.
После рождения первого ребёнка в 2000 году Харли временно перестала сниматься в кино и занялась писательством. В 2004 году за свой первый роман из серии о дизайнере открыток Уолли Шелли «Свидание с мертвецом» Харли была удостоена премии Агаты в номинации «Лучший дебютный роман». В 2005 году за этот же роман Харли Козак получила Macavity Awards в номинации «Лучший дебютный детективный роман», а также Anthony Awards в номинации «Лучший дебютный роман». На данный момент на её счету 4 детективных романа об Уолли Шелли, а роман «Хранитель Луны» является частью фантастической трилогии, которую Харли написала вместе с писательницами Александрой Соколофф и Хизер Грэм. Кроме того она автор рассказов, вошедших в различные литературные сборники и изданные в журналах.

## Личная жизнь
Харли была замужем дважды. В первый раз в начале 1980-х годов она состояла в браке с актёром Ван Сатвордом. В 1997 году Харли вышла замуж второй раз — за адвоката Грегори Олдисерта. В 2000 году у пары родилась дочь Одри, а в 2002 году на свет появились близнецы Лоренцо Роберт и Джианна Джулия. В 2007 году супруги развелись, и Козак возобновила свою актёрскую карьеру.
В настоящее время Харли Джейн Козак проживает в Лос-Анджелесе. Она преподает актёрское мастерство, продолжает сниматься в кино и писать.

## Фильмография
| Год       |     | Русское название               | Оригинальное название                 | Роль                   |
| --------- | --- | ------------------------------ | ------------------------------------- | ---------------------- |
| 1981—1982 | с   | Техас                          | Texas                                 | Бретт Уилер            |
| 1982      | ф   | На греческой улице             | The House on Sorority Row             | Дайан                  |
| 1983—1985 | с   | Направляющий свет              | Guiding Light                         | Аннабель Симс Риардон  |
| 1985—1989 | с   | Санта-Барбара                  | Santa Barbara                         | Мэри Дюваль Маккормик  |
| 1986      | с   | Путь на небеса                 | Highway to Heaven                     | Кэролайн Маккоркиндейл |
| 1988      | с   | —                              | Supercarrier                          | Либби Маркус           |
| 1988      | ф   | В трезвом уме и твёрдой памяти | Clean and Sober                       | секретарь Релстона     |
| 1988      | с   | Летняя сцена CBS               | CBS Summer Playhouse                  | Вики                   |
| 1988—1989 | с   | —                              | Knightwatch                           | Барбара «Бабс» Шеппард |
| 1989      | ф   | Когда Гарри встретил Салли     | When Harry Met Sally                  | Хелен                  |
| 1989      | ф   | Родители                       | Parenthood                            | Сьюзан                 |
| 1990      | тф  | —                              | So Proudly We Hail                    | Сьюзан Маккарран       |
| 1990      | ф   | Переход подачи                 | Side Out                              | Кейт Джейкобс          |
| 1990      | ф   | Арахнофобия                    | Arachnophobia                         | Молли Дженнингс        |
| 1991      | с   | Закон Лос-Анджелеса            | L.A. Law                              | Рикки Дейвис           |
| 1991      | ф   | Необходимая жестокость         | Necessary Roughness                   | доктор Сюзанн Картер   |
| 1991      | ф   | Захват Беверли-Хиллз           | The Taking of Beverly Hills           | Лора Сейдж             |
| 1991      | ф   | Всё, что я хочу на Рождество   | All I Want for Christmas              | Кэтрин О’Фэллон        |
| 1993      | тф  | История Эми Фишер              | The Amy Fisher Story                  | Эми Пагноззи           |
| 1993      | с   | Скрытая комната                | The Hidden Room                       | Дебора                 |
| 1993—1994 | с   | Сердца запада                  | Harts of the West                     | Элисон Харт            |
| 1994      | ф   | Услуга                         | The Favor                             | Кэти Уитинг            |
| 1994      | с   | Как в кино                     | Dream On                              | Джилл Чадфилд          |
| 1995      | тф  | Любовь андроида                | The Android Affair                    | Карен Гарретт          |
| 1995      | ф   | Волшебное озеро                | Magic in the Water                    | доктор Ванда Белл      |
| 1995      | с   | —                              | Bringing Up Jack                      | Эллен Макмехон         |
| 1995—1996 | с   | Чарли Грейс                    | Charlie Grace                         | Холли                  |
| 1996      | тф  | —                              | The Nerd                              | Танзи Бойд             |
| 1996      | тф  | —                              | Unforgivable                          | Джуди Хегстром         |
| 1996      | тф  | Предательство друга            | A Friend’s Betrayal                   | Эбби Хьюитт            |
| 1996      | с   | Титаник                        | Titanic                               | Бесс Эллисон           |
| 1996      | с   | Незнакомцы                     | Strangers                             | Лесли                  |
| 1997      | с   | За гранью возможного           | The Outer Limits                      | заключённый №98843     |
| 1997      | ф   | Тёмная планета                 | Dark Planet                           | Брендан                |
| 1997      | с   | Звёздные врата: SG-1           | Stargate SG-1                         | Сара О’Нилл            |
| 1997      | ф   | —                              | The Lovemaster                        | Карен                  |
| 1997—1998 | с   | —                              | You Wish                              | Джиллиан Эппл          |
| 1998      | с   | Секретная жизнь мужчин         | The Secret Lives of Men               | Марси                  |
| 1998      | с   | Надежда Чикаго                 | Chicago Hope                          | доктор Люсиль Коркоран |
| 1998      | тф  | —                              | Emma’s Wish                           | Джой Букман            |
| 1999      | с   | Лодка любви: Новая волна       | Love Boat: The Next Wave              | Кассандра Тейлор       |
| 2000      | с   | Опять и снова                  | Once and Again                        | посредник              |
| 2000      | с   | Попрошайки и выборщики         | Beggars and Choosers                  | Фелиша                 |
| 2009      | ф   | —                              | The Red Queen                         | леди из церкви         |
| 2010      | кор | —                              | Vipers in the Grass                   | Селия Боуман           |
| 2015      | ф   | Я плюю на ваши могилы 3        | I Spit On Your Grave 3                | терапевт               |
| 2015      | ф   | —                              | A Kind of Magic                       | Эбби Эндовер           |
| 2018      | кор | —                              | Sam Did It                            | доктор Хант            |
| 2018      | ф   | —                              | The Amaranth                          | Холли                  |
| 2019      | ф   | —                              | More Beautiful for Having Been Broken | Вивьенн                |
| 2020      | с   | —                              | The Show Must Go Online               | Чарльз                 |